# Hypermedia
Hypermedia, een uitbreiding van de term hypertekst, is een niet-lineair informatiemedium dat afbeeldingen, audio, video, gewone tekst en hyperlinks omvat. Deze aanduiding geeft het onderscheid aan met de bredere term multimedia, die zowel niet-interactieve lineaire presentaties als hypermedia kan omvatten. Het heeft ook betrekking op het gebied van de elektronische literatuur. De term werd voor het eerst gebruikt in een artikel uit 1965, geschreven door Ted Nelson.
Het wereldwijde web is een klassiek voorbeeld van hypermedia om toegang te krijgen tot webinhoud, terwijl een niet-interactieve bioscooppresentatie een voorbeeld is van standaard multimedia vanwege de afwezigheid van hyperlinks.
Het eerste hypermediawerk was misschien wel de Aspen Movie Map. Bill Atkinsons HyperCard maakte het maken van hypermedia populair. Een verscheidenheid aan literaire hypertekst- en hypertekstwerken, fictie en non-fictie, toonde de beloftevolle mogelijkheden van links aan. De meeste moderne hypermedia worden aangeboden via elektronische pagina's van een verscheidenheid aan systemen, waaronder mediaspelers, webbrowsers en zelfstandige toepassingen (dat wil zeggen software waarvoor geen netwerktoegang vereist is). Audio-hypermedia is in opkomst met apparaten voor spraakopdrachten en voice-browsing.

## Ontwikkelingshulpmiddelen
Hypermedia kan op meerdere manieren worden ontwikkeld. Eender welk programmeerhulpmiddel kan worden gebruikt om programma's te schrijven die gegevens van interne variabelen en knooppunten voor externe gegevensbestanden koppelen. Multimedia-ontwikkelsoftware zoals Adobe Flash, Adobe Director, Macromedia Authorware en MatchWare Mediator kan worden gebruikt om zelfstandige hypermedia-applicaties te creëren, met de nadruk op entertainmentinhoud. Sommige databasesoftware, zoals Visual FoxPro en FileMaker Developer, kan worden gebruikt om zelfstandige hypermedia-applicaties te ontwikkelen, met de nadruk op het beheer van educatieve en zakelijke inhoud.
Hypermedia-applicaties kunnen worden ontwikkeld op embedded apparaten voor de mobiele en digitale signage-industrie met behulp van de Scalable Vector Graphics (SVG)-specificatie van W3C ( World Wide Web Consortium). Softwaretoepassingen, zoals Ikivo Animator en Inkscape, vereenvoudigen de ontwikkeling van hypermedia-inhoud op basis van SVG. Embedded apparaten, zoals de iPhone, ondersteunen standaard SVG-specificaties en kunnen worden gebruikt om mobiele en gedistribueerde hypermedia-applicaties te maken.
Hyperlinks kunnen ook aan gegevensbestanden worden toegevoegd met behulp van de meeste bedrijfssoftware via de beperkte ingebouwde script- en hyperlinkfuncties. Documentatiesoftware, zoals de Microsoft Office Suite en LibreOffice, maken hypertext-links mogelijk naar andere inhoud binnen hetzelfde bestand, andere externe bestanden en URL-links naar bestanden op externe bestandsservers. 
Voor meer nadruk op afbeeldingen en pagina-indeling kunnen hyperlinks worden toegevoegd met behulp van de meeste moderne desktop publishing-tools. Denk hierbij aan presentatieprogramma's, zoals Microsoft PowerPoint en LibreOffice Impress, add-ons voor printopmaakprogramma's zoals Quark Immedia, en tools om hyperlinks in PDF-documenten op te nemen, zoals Adobe InDesign voor het maken en Adobe Acrobat voor het bewerken. Hyper Publish is een tool die speciaal is ontworpen en geoptimaliseerd voor hypermedia- en hypertekstbeheer. Elke HTML-editor kan worden gebruikt om HTML-bestanden te maken, die toegankelijk zijn via elke webbrowser. Hulpprogramma's voor het schrijven van cd's/dvd's, zoals DVD Studio Pro, kunnen worden gebruikt om de inhoud van dvd's te hyperlinken voor dvd-spelers of om weblinks te maken wanneer de schijf wordt afgespeeld op een pc die met internet is verbonden.

## Onderwijs
Er is een aantal theorieën over hypermedia en leren. Een belangrijke claim in de literatuur over hypermedia en leren is dat het meer controle biedt over de instructieomgeving voor de lezer of student. Een andere bewering is dat het het speelveld gelijk maakt tussen studenten met verschillende vaardigheden en het samenwerkend leren verbetert. Een claim uit de psychologie is het idee dat hypermedia de structuur van de hersenen nauwkeuriger modelleert, in vergelijking met gedrukte tekst.

## API's
Hypermedia wordt gebruikt als medium en beperking in bepaalde applicatieprogrammeringsinterfaces. HATEOAS (Hypermedia as the Engine of Application State) is een beperking van de REST-applicatiearchitectuur waarbij een client volledig met de server communiceert via hypermedia die dynamisch worden aangeboden door applicatieservers. Dit betekent dat er in theorie geen API-documentatie nodig is, omdat de client geen voorafgaande kennis nodig heeft over de interactie met een bepaalde applicatie of server, afgezien van een algemeen begrip van hypermedia. In andere servicegeoriënteerde architecturen (SOA) communiceren clients en servers via een vaste interface die wordt gedeeld via documentatie of een interface description language (IDL).